# Mart Siimann
Mart Siimann (né le 21 septembre 1946 à Kilingi-Nõmme) est un homme d'État estonien et un ancien Premier Ministre de 1997 à 1999.

## Biographie
Mart Siimann étudie à l’Université de Tartu de 1965 à 1971, année où il est diplômé en philologie. De 1989 à 1992, il est directeur de la Télévision estonienne, puis directeur général d’Advertising Television Co. (1992 - 1995).
Il exerce un mandat législatif au Riigikogu d’abord de 1995 à 1997, puis de 1999 à 2003. Dans l'intervalle, il est nommé chef du gouvernement.
En 2001, il est également président du Comité olympique estonien.

## Prix et distinctions
- Ordre du Blason national d'Estonie de deuxième classe, 2001